# Salviac
Salviac is een gemeente in het Franse departement Lot (regio Occitanie). De plaats maakt deel uit van het arrondissement Gourdon. Salviac telde op 1 januari 2022 1.218 inwoners.

## Geografie
De oppervlakte van Salviac bedroeg op 1 januari 2022 29,61 vierkante kilometer; de bevolkingsdichtheid was toen 41,1 inwoners per km².

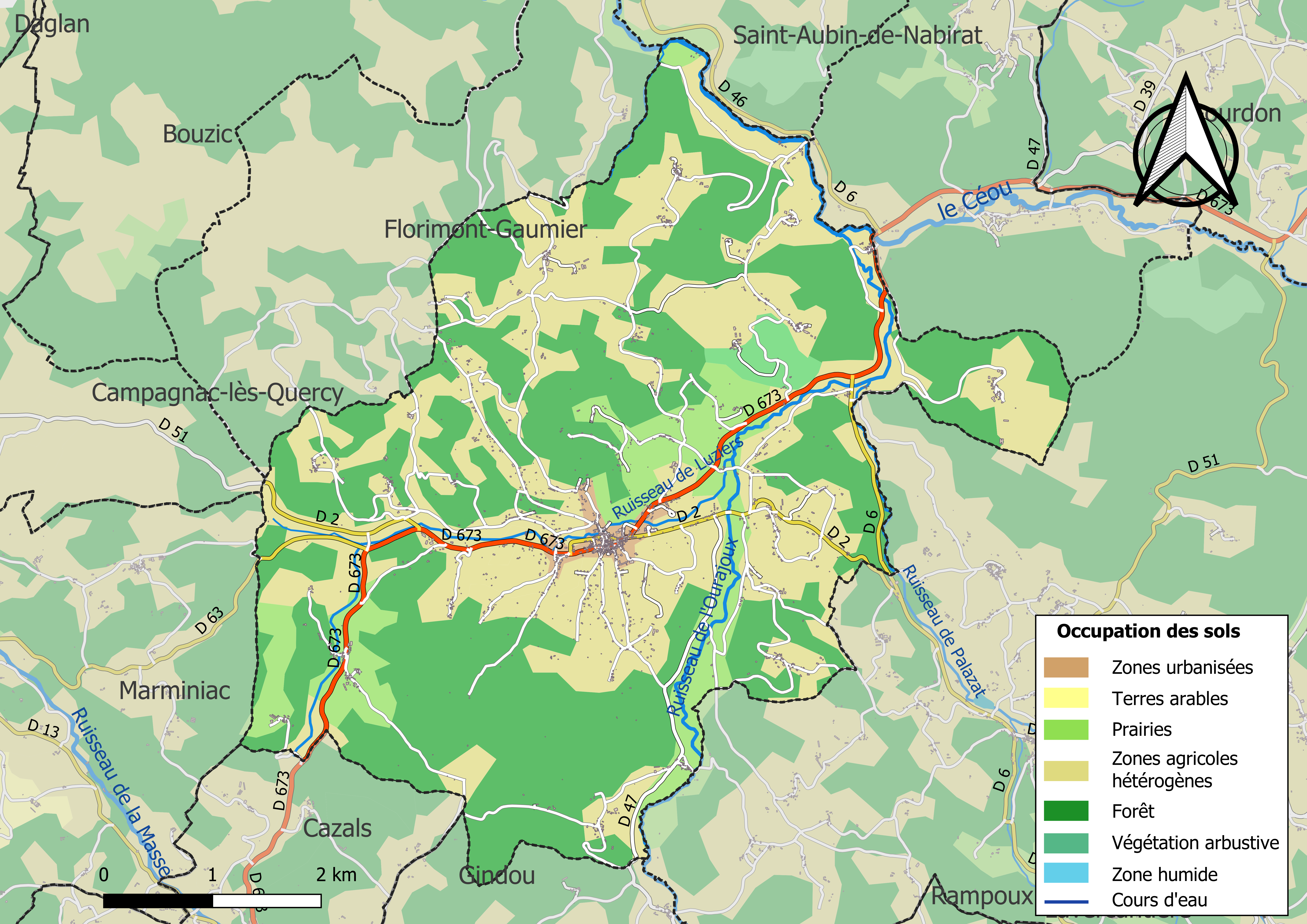
Kaart van de gemeente met de belangrijkste infrastructuur, bodemgebruik en omliggende gemeenten

## Demografie
Onderstaande figuur toont het verloop van het inwonertal (bron: INSEE-tellingen).